# María de la Encarnación
María de la Encarnación Avrillot (París, 1 de febrero de 1565 - Pontoise, 18 de abril de 1618), nacida Barbe Jeanne Avrillot de Acarie, fue una religiosa católica francesa, promotora e iniciadora del Carmelo Descalzo en Francia. Venerada como beata en la Iglesia católica.

## Biografía
Barbe Avrillot nace en el seno de una familia de renombre de París de profundos valores cristianos. Sus padres fueron Nicolás Avrillot, señor de Champlatreux y caballero de la reina de Navarra; y María Lhuillier, descendiente de Etienne Marcel, un famoso magistrado municipal. Su educación estuvo a cargo de las monjas clarisas de Longchamp, entre las que se encontraba su tía Isabelle Lhuillier. En 1580 salió del monasterio con el deseo de servir a los pobres en el Hôtel-Dieu de París, pero a la edad de 16 años fue obligada a casarse con Pierre Acarie, vizconde de Villemor, señor de Montbrost y de Roncenay, miembro de la corte de París, con quien tuvo seis hijos. En 1587 tuvo una experiencia mística, según cuentan sus biógrafos, que la llevó a cambiar por completo su vida de cortesana, dedicando mucho más tiempo al servicio de Dios, de los pobres y de la Iglesia.
Durante el asedio de París, Barbe Acarie se entregó en cuerpo y alma a ayudar a los necesitados y heridos. Una vez que Enrique IV conquistó la ciudad, en 1594, su esposo fue desterrado y ella quedó a cargo de los negocios y el futuro de sus hijos. Al leer la vida de santa Teresa de Jesús, de Juan de Ribera, quedó impresionada, al punto que según ella tuvo una visión de la santa que le invitaba a introducir la descalcez carmelitana en Francia. Con la autorización real y pontificia, Barbe fundó el primer convento de carmelitas descalzas de Francia el 23 de noviembre de 1603, con un grupo de carmelitas españolas, dirigidas por Ana de San Bartolomé. También participó en la fundación del Oratorio de Jesús y de la Compañía de Santa Úrsula. Luego de la muerte de su esposo el 17 de noviembre de 1613, Barbe ingresó al monasterio carmelita descalzo de Amiens el 15 de febrero de 1614, tomando el nombre de María de la Encarnación. Trasladada al convento de Pontoise en 1616, murió el 18 de abril de 1618.

## Culto
La noticia del fallecimiento de María de la Encarnación se propagó rápidamente por toda la ciudad, con el estribillo "la santa ha muerto". Sin embargo no fue sino hasta 1774 cuando se introdujo la causa de su beatificación. Paul de Montis escribió una biografía de Acarie que se publicó en 1778. El 15 de octubre de 1788, el papa Pío VI promulgó el decreto de virtudes, declarándola venerable. Fue beatificada el 5 de junio de 1791 por el mismo pontífice, proponiéndola como modelo en los tiempos de la Revolución francesa. Ese año se publicó otra biografía. Otra biografía siguió su ejemplo, ya que la religión establecida recuperó el terreno perdido después del Período Revolucionario en Francia. Con motivo del centenario de su beatificación, el 1 de abril de 1893, el cardenal arzobispo de París la propuso como patrona de las familias parisienses.
El Martirologio romano la conmemorada el 17 de abril.